# 신피질
신외투 (neopallium), 같은겉질 (isocortex, 동종피질, 동피질, 등피질) 또는 6층 피질 (six-layered cortex)이라고도 불리는 신피질 (neocortex, 새겉질)은 감각 지각, 인지, 운동 명령 생성, 공간적 추론, 언어와 같은 고차원 뇌 기능에 관여하는 포유류 대뇌 피질의 일련의 층이다. 신피질은 진성 동종피질 (true isocortex, 참같은겉질, 진등피질)과 전동종피질(proisocortex, 풋같은겉질, 전등피질)로 더 세분화된다.
인간의 뇌에서 대뇌피질은 큰 신피질과 작은 부등겉질 (allocortex, 이종겉질, 부등피질, 이종피질)로 구성되어 있으며 각각 90%와 10%를 차지한다. 신피질은 6개의 층으로 구성되어 있으며 가장 바깥쪽부터 안쪽으로 I부터 VI까지 표시되어 있다.

## 같이 보기
- 알파 모터 뉴런
- 전동종피질
- 부등겉질